# Antoine de Romanet
Pour les articles homonymes, voir Romanet.
Antoine de Romanet, né le 25 octobre 1962 au Mans, est un ecclésiastique français ; il a été nommé évêque aux Armées françaises le 28 juin 2017 par le pape François.

## Biographie
Les origines connues de la famille de Romanet remontent au XIIIe siècle : les Romanet sont d’abord des tanneurs à Eymoutiers en Limousin, puis des propriétaires agricoles. Ils sont anoblis par Louis XIV en 1644,.
Il est le fils de Luc de Romanet de Beaune, avocat et ancien maire de Saint-Martin-du-Vieux-Bellême et d'Anne-Marie Lafont, sœur d'Emmanuel Lafont, et cousin de Bruno Lafont, ex-PDG du groupe LafargeHolcim et de Jean-Philippe Taslé d'Heliand, président de la banque Oddo BHF.
Le frère aîné d'Antoine de Romanet est Augustin de Romanet (né le 2 avril 1961), PDG du groupe ADP. Son frère cadet, Louis de Romanet de Beaune est prêtre de l'ordre des chanoines réguliers de Saint Victor. Sa sœur Jeanne-Marie est religieuse bénédictine de Montmartre. Une autre de ses sœurs est Roseline de Romanet, ex-religieuse bénédictine de Montmartre, licenciée en théologie et infirmière en soins palliatifs.
Antoine de Romanet effectue sa scolarité au collège Saint-Grégoire de Tours puis au lycée Montaigne à Paris.
En 1983, il obtient le diplôme de la section service public à l'institut d'études politiques de Paris. En 1984, il obtient une licence en droit à l'université Panthéon-Sorbonne. En 1986-1987, dans le cadre de son service national, il travaille au Caire comme adjoint à l'attaché commercial à l'ambassade de France. Il entre en 1988 au grand séminaire de Paris pour une année de propédeutique. En 1989 et un doctorat en sciences économiques en 1989, à l'Institut d'études politiques de Paris. En 1992, il rejoint le séminaire français de Rome où il suit le cycle de théologie. En 1996, il obtient une licence en théologie morale à l'université pontificale grégorienne.
Il est ordonné prêtre pour l'archidiocèse de Paris le 24 juin 1995. Il a depuis exercé différents ministères, d'abord comme vicaire de la paroisse Notre-Dame-de-l'Assomption et aumônier du lycée Molière dans le 16e arrondissement entre 1996 et 2000, puis comme aumônier général du collège Stanislas de 2000 à 2002. 
Il est membre du Comité consultatif de protection des personnes dans la recherche biomédicale (CCPPRB) de Paris Saint-Antoine de 1997 à 2002. De 2002 à 2010, il est curé de la paroisse Saint-Louis-de-France de Washington et aumônier du lycée Rochambeau,.
À son retour en France, il est nommé curé de la paroisse d'Auteuil à Paris et, depuis 2014, doyen du doyenné d’Auteuil. Il est également co-directeur du département Politique et religion au sein du pôle de recherche du Collège des Bernardins à Paris et professeur de morale sociale au séminaire Saint-Sulpice à Issy-les-Moulineaux.
Au cours de la réunion plénière de la Conférence des évêques de France de mars 2017, il est nommé, par le conseil permanent, secrétaire général adjoint de cette même conférence pour prendre fonction le premier septembre suivant.
Il est membre de l'Académie catholique de France et de l'Académie des sciences d'outre-mer.
Le 28 juin 2017, le pape François le nomme évêque du diocèse aux Armées françaises. Son ordination épiscopale a lieu le 10 septembre à la cathédrale Notre-Dame de Paris, et est célébrée par le cardinal André Vingt-Trois, archevêque de Paris. La messe est diffusée en direct sur la chaîne de télévision KTO. Il devient, au jour de son installation, le 5e évêque aux Armées françaises et l’aumônier militaire en chef du culte catholique, succédant à Luc Ravel. Ses co-consécrateurs sont Luc Ravel et Emmanuel Lafont.
Il est à l'initiative du groupe Les Padrés.

## Distinctions
- Officier de l'ordre national du Mérite (2023)
- Chapelain Grand-Croix de Justice de l'Ordre sacré et militaire constantinien de Saint-Georges

## Armoiries
Ses armoiries épiscopales, illustrées dans la notice, sont : de gueules à une colombe d'argent perchée sur un  poteau du même, à la tête contournée tenant en son bec un rameau d'olivier et accompagnée de deux autres rameaux d'olivier, les trois rameaux de sinople, le tout surmonté d'un chrisme d'or accompagné des lettre alpha à dextre et omega à senestre, aussi d'or, au chef  réduit cousu d'azur à douze étoiles d'or rangées en fasce.

## Publications
- La démocratie, une valeur spirituelle ? Parole et Silence[19]
- (Avec Antoine Arjakovsky), Vers des démocraties personnalistes, Parole et Silence